# Classis Pannonica
La Classis Pannonica (più tardi classis Histrica) era la flotta imperiale romana che controllava il medio corso del Danubio, da Castra Regina a Taurunum (poco a nord di Singidunum, l'attuale Belgrado), con sedi anche a Aquincum, Lussonium, Lugio e Malata; del fiume Sava con sedi a Siscia e Sirmio; e del fiume Drava con basi a Poetovio (almeno nel I secolo) e Mursa.

## Storia
Fu istituita nel 35 a.C. da Augusto, ma fu stabilmente operativa dal 9 o dal 10. Riorganizzata sotto la dinastia Flavia, prese il nome di Classis Flavia Pannonica.
Per il Danubio si conoscono due principali formazioni navali: la Classis Pannonica e classis Moesica. I diplomi militari dei membri di entrambe le flotte, lascerebbero supporre che i loro appartenenti, fossero sotto il diretto comando dei governatori delle province romane di Pannonia inferiore e Mesia inferiore. Subì modifiche nella tarda antichità.

### Sotto i Giulio-Claudi
Anche se le prime fonti farebbero risalire la sua costituzione al 35 a.C. nel corso delle campagne nell'Illirico da parte di Augusto, un primo vero impiego avvenne probabilmente al termine dell'occupazione dell'Illirico degli anni 12-9 a.C.
Un suo impiego fu assicurato quando Tiberio, pronto ad affrontare in una nuova campagna militare i Marcomanni di Maroboduo (nel 6), si era spinto fino a Carnuntum e da qui cominciò la penetrazione nei territori a nord del Danubio, lungo il corso fluviale della Morava (Moravia), affiancato dalla classis Pannoniaca. Ancora Tiberio impiegò la flotta lungo la Drava e la Sava nel corso della rivolta dalmato-pannonica degli anni 6-9. Lo storico Tacito racconta che nel 50 era presente una flottiglia a guardia del Danubio, subito dopo la caduta di Vannio, re di Marcomanni e Quadi.

### Epoca flavia e di Traiano

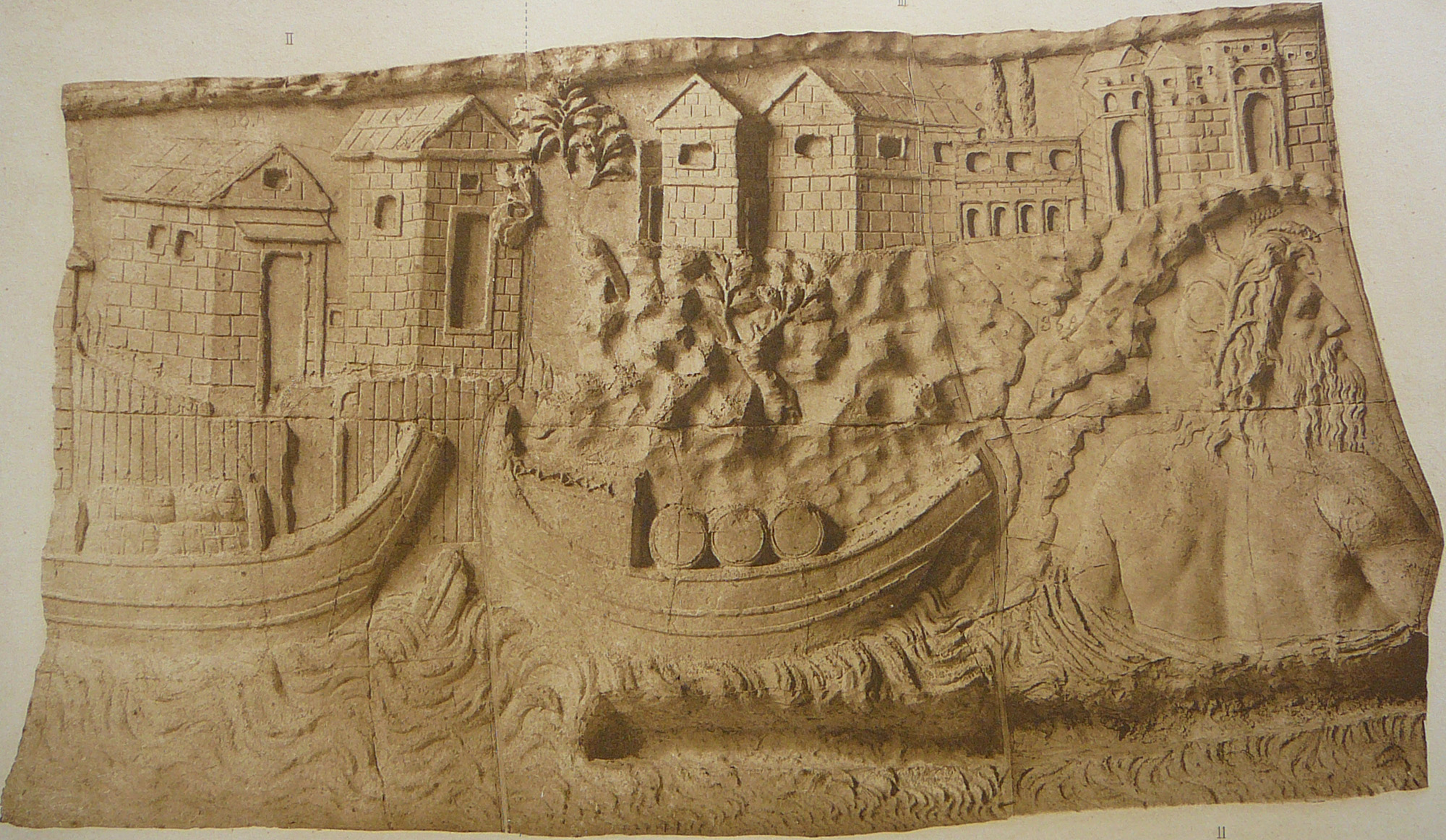
I grandi fiumi furono spesso utilizzati quale miglior via di approvvigionamento per gli eserciti romani in campagna (colonna Traiana, VI).

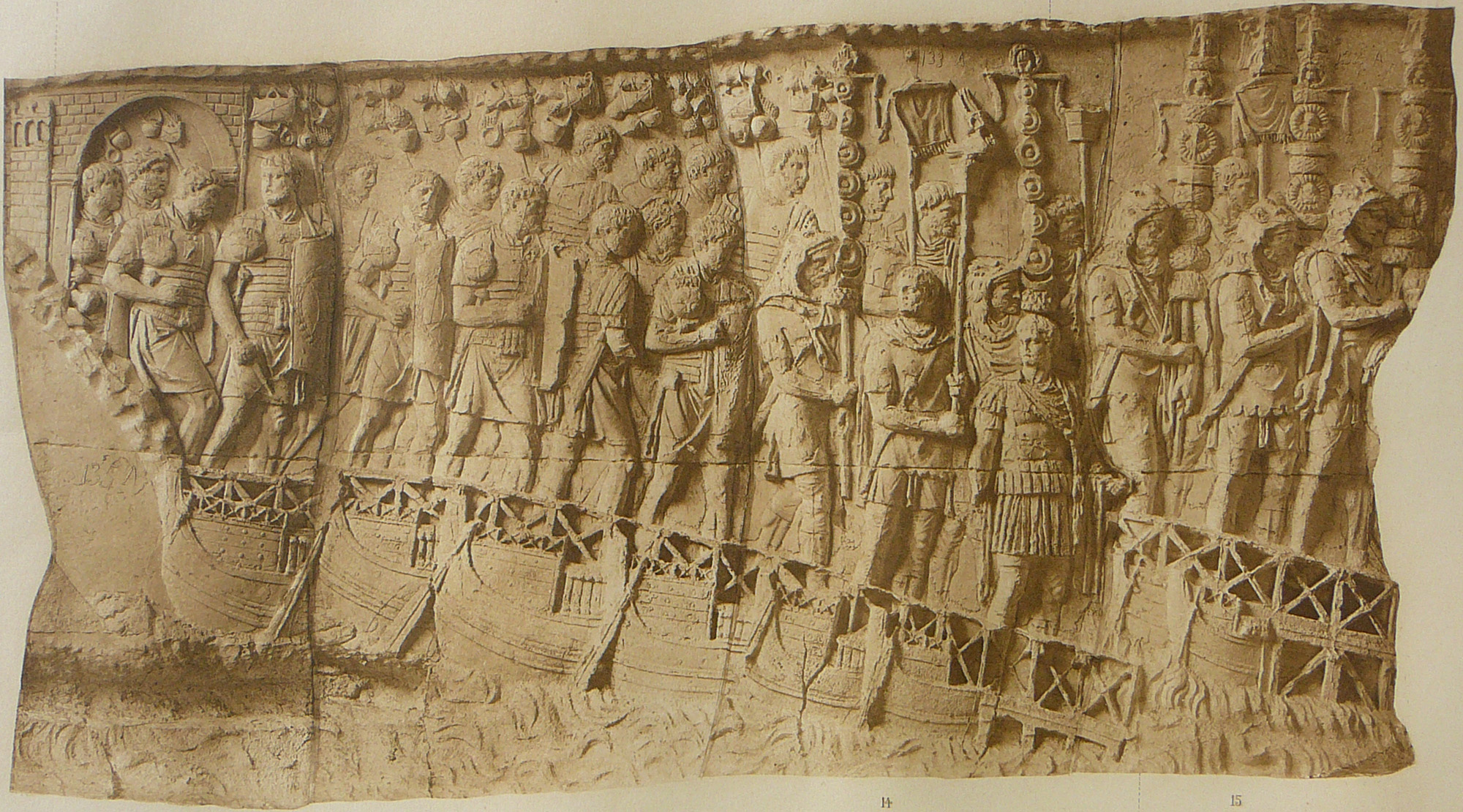
I grandi fiumi era spesso attraversati da grandi "ponti di barche" degli eserciti romani in marcia (colonna Traiana, VII).

Al tempo dell'imperatore Vespasiano fu riorganizzata e potenziata. Negli anni successivi partecipò attivamente alle campagne di Domiziano, prima contro i Daci di Decebalo e poi contro le tribù suebo-sarmatiche. Di fondamentale importanza, insieme alla classis Moesica, fu il suo utilizzo nella conquista della Dacia di Traiano degli anni 101-106, grazie alla quale si provvedette a migliorare gli approvvigionamenti agli eserciti in marcia verso i centri principali della Dacia, oltre ad utilizzare numerose sue imbarcazioni per costruirvi un ponte di barche sul Danubio.

### Il II secolo dopo Traiano
Ancora la flotta Pannonica fu coinvolta nel corso della crisi sarmatica degli anni 117-119, quando il nuovo Imperatore Adriano, appena insediatosi sul trono, fu costretto a combattere, prima contro i Roxolani della Moldavia e della Valacchia, e poi contro gli Iazigi della valle del fiume Tisza (a cui seguì l'abbandono del Banato occidentale). La successiva guerra suebica, condotta sempre durante il suo regno, prima da Elio Cesare nel 136-137 e poi da Tito Haterio Nepote l'anno o gli anni successivi, costrinsero il suo successore, Antonino Pio, a portarle a termine, tanto che la coniazione di monete degli anni 140-142 celebrarono "Rex Quadi datus", a dimostrazione delle gravi turbolenze generatesi lungo questo tratto di confine.
Ancora una volta la classis Pannonica ebbe un ruolo fondamentale durante il periodo delle guerre marcomanniche al tempo dell'imperatore Marco Aurelio. Un'iscrizione di un certo Valerio Massimiano racconta che quest'ultimo attorno al 170 fu responsabile della flotta Pannonica per le forniture alimentari degli eserciti delle due Pannonie. Per questo compito, furono posti sotto il suo comando alcuni distaccamenti delle flotte di Miseno, Ravenna e Britannica. In questa particolare circostanza il comando generale della flotta fu così tolto alla provincia, a vantaggio di un diretto collaboratore dell'Imperatore, che poteva agire anche lungo gli affluenti del Danubio, a nord dello stesso, nella nuova provincia di Marcomannia. Per questi motivi la stessa flotta fu rinforzata anche in vista della creazione di nuove basi militari nella nuova provincia, lungo i fiumi Morava, Thaya, Dyje, Jihlava, Nitra, Waag (o Váh) e Hron.

### Dal IV al V secolo
La squadra navale del Danubio, forse riorganizzata al tempo di Costantino I, fu chiamata classis Histrica, e continuò a mantenere un importante ruolo per la protezione di questo lungo tratto di limes nel corso del IV secolo, sulla base delle informazioni fornite dalla Notitia Dignitatum. Sappiamo, infine, che durante il V secolo la flotta cessò di esistere.

## Le navi utilizzate
Le navi utilizzate principalmente per pattugliare i corsi fluviali erano le liburnae e la triremes. Questa ipotesi è supportata sia dai ritrovamenti effettuati presso l'importante base navale del Reno di Mogontiacum, sia dai rilievi della Colonna Traiana. Durante il regno di Traiano (98-117) la flotta danubiana Pannonica e Moesica sembra comprendesse 125 imbarcazioni principali e 100 di dimensioni più ridotte. A queste andavano poi aggiunte altre 100 imbarcazioni lungo i principali affluenti.
A partire dal IV secolo nella flotta fluviale furono introdotte nuove tipologie di navi. Si trattava delle cosiddette naves lusoriae, naves actuariae e naves iudiciarae, le quali presentavano ora un fondo più piatto, ideale per i fiumi "serpeggianti". Questi tipi di navi erano infatti sorprendentemente veloci e stabili. Ricordiamo il nome di una nave a noi pervenuto: Mercurius (incerto se appartenente alla classe pannonica o moesica).

## Il corpo di truppa
Il comandante della flotta provinciale era di solito il Legatus Augusti pro praetore (governatore provinciale), a cui era sottoposto un praefectus della flotta (praefectus ripae Danuvii o di altri affluenti), dell'ordine equestre. A sua volta il diretto subordinato del praefectus era un sub praefectus, a sua volta affiancato da una serie di praepositi, ufficiali posti a capo di ogni pattuglia per singola località.
Altri ufficiali erano poi il Navarchus princeps, che corrisponderebbe al grado di contrammiraglio di oggi. Nel III secolo fu poi creato il Tribunus classis con le funzioni del Navarchus princeps, più tardi tribunus liburnarum.
La singola imbarcazione era poi comandata da un trierarchus (ufficiale), dai rematori e da una centuria di marinai-combattenti (manipulares / milites liburnarii). I personale della flotta (Classiari o Classici) era perciò diviso in due gruppi: gli addetti alla navigazione ed i soldati. Il servizio durava 26 anni (contro i 20 dei legionari ed i 25 degli auxilia). Dal III secolo fu aumentato fino a 28 anni di ferma. Al momento del congedo (Honesta missio) ai marinai era data una liquidazione, dei terreni e di solito anche la cittadinanza concessa, essendo gli stessi nella condizione di peregrini al momento dell'arruolamento. Il matrimonio era invece permesso loro, solo al termine del servizio attivo permanente.

## Principali basi fluviali
| Antico nome latino | Località moderna                     |
| Emona              | Lubiana (sulla Sava)                 |
| Siscia             | Sisak (sulla Sava)                   |
| Sirmium            | Sremska Mitrovica (sulla Sava)       |
| Graium             | Sremska Raca (sulla Sava)            |
| Servitium          | Stara-Gradiska (sulla Sava)          |
| Poetovio           | Ptuj (sulla Drava)                   |
| Mursa              | Osijek (sulla Drava)                 |
| Taurunum           | Belgrad-Zemun                        |
| Singidunum         | Belgrado                             |
| Aquincum           | Budapest (navalia/quartier generale) |
| Acumincum          | Foce Theiß                           |
| Altina             | Mohács                               |
| Brigetio           | Komorn/Komárom                       |
| Carnuntum          | Bad Deutsch Altenburg                |
| Vindobona          | Vienna                               |
| Comagena           | Tulln                                |
| Favianis           | Mautern an der Donau                 |
| Arelape            | Pöchlarn                             |
| Lauriacum          | Enns                                 |
| Ioviacum           | Schlögen                             |
| Castra Batava      | Passavia                             |
| Castra Regina      | Ratisbona                            |